# Teguise (plaats)
Teguise is een plaats in de gelijknamige gemeente op het Spaanse eiland Lanzarote. Het dorp telt ongeveer 1600 inwoners. 
Het dorp ligt centraal op het eiland en was tot 1852 de hoofdstad van Lanzarote totdat de regering verhuisde naar Arrecife. Het dorp wordt vaak samen met Yaiza en Haría gezien als het mooiste dorp van het eiland. De stad heeft niet erg te maken met massatoerisme behalve op zondag als hier de wekelijkse warenmarkt plaatsvindt. Het dorp is gebouwd in de 15e eeuw en was het eerste dorp van het eiland, wat men ook herkent aan de oude bebouwing en smalle straatjes. Ten oosten van het dorp ligt op een berg het kasteel Castillo de Santa Bárbara waarin een piratenmuseum is gevestigd. 
Ongeveer 14 kilometer ten zuidoosten van het dorp ligt de naar deze plaats genoemde kustplaats Costa Teguise.

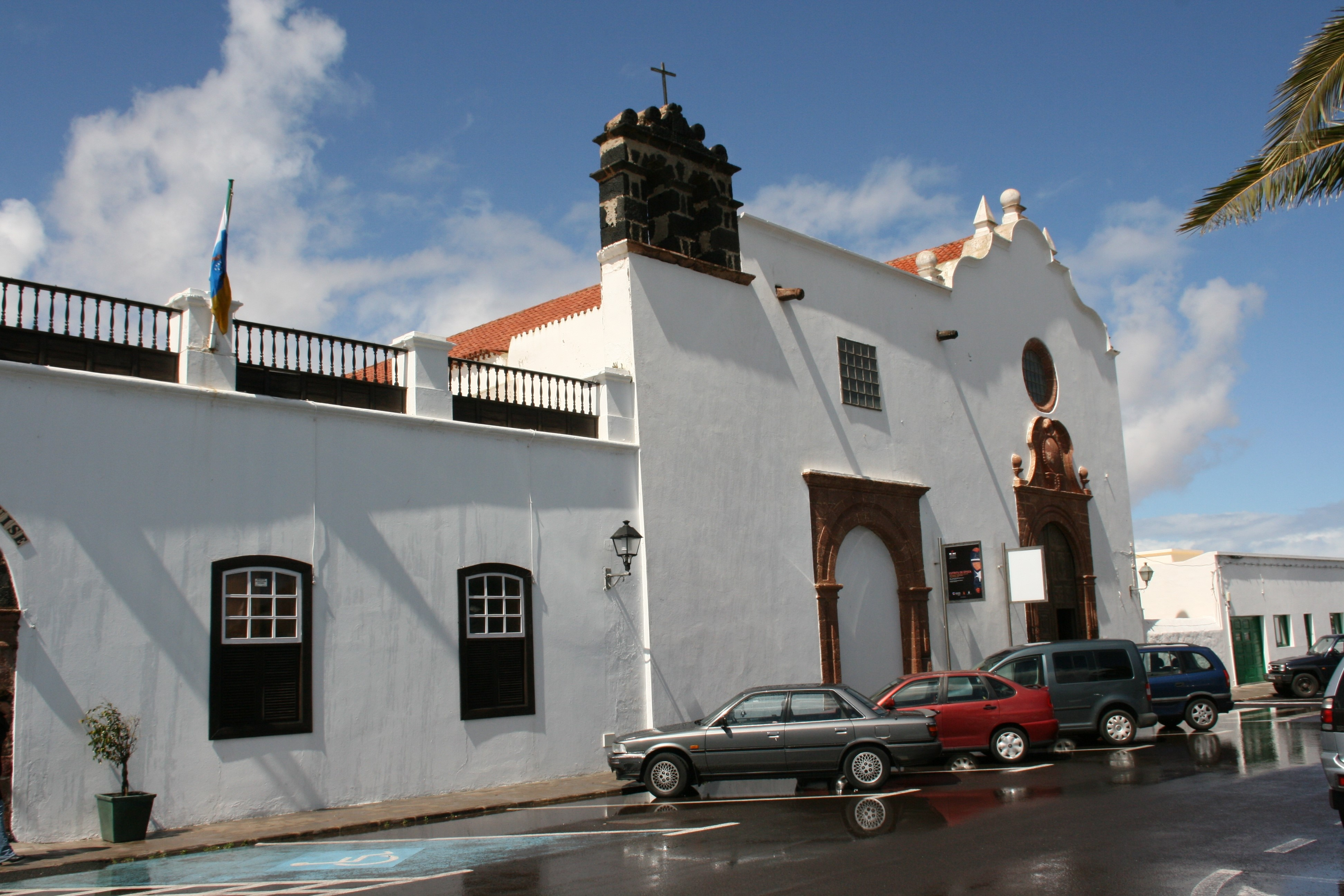
Ayuntamiento